# Thérèse Boer
Thérèse Boer-Tausch (Kampen, 11 mei 1971) is een Nederlandse maître-sommelier en horecaondernemer. Zij is een van de eigenaren van het driesterrenrestaurant De Librije in Zwolle.

## Jonge jaren
Boer-Tausch werd geboren in Kampen en verhuisde op 14-jarige leeftijd naar Giethoorn. Ze volgde haar opleiding aan de Middelbare Hotelschool in Zwolle, waar haar interesse in gastvrijheid en wijn verder werd ontwikkeld. Op 16-jarige leeftijd ontmoette ze Jonnie Boer in discotheek Locomotion in Steenwijk. Jonnie was toen 22 jaar oud en werkte al als leerling-kok bij het restaurant De Librije in Zwolle. Boer raakte betrokken bij het restaurant en volgde hem in 1990 om er gastvrouw te worden.

## Carrière en prestaties
Boer ontwikkelde zich snel in haar rol als gastvrouw en sommelier bij De Librije. Haar passie voor wijn en gastvrijheid leidden tot verdere opleidingen en uiteindelijk tot de prestigieuze titels SVH Wijnmeester in 1994 en SVH Meestergastvrouw in 1995.
Naast haar werk in de horeca, schreef Boer samen met Astrid Joosten de boekenreeks Gek op Wijn, waarin zij bekende Nederlanders interviewde over hun passie voor wijn en druivenrassen. In 2009 lanceerde ze haar eigen wijnlijn, "Kus van Thérèse". De wijnen van deze lijn worden geproduceerd op Wijngoed Gelders Laren en ontvingen internationale erkenning, waaronder drie zilveren medailles op de AWC Vienna in 2009.
Boer heeft ook een belangrijke rol gespeeld in het ontwikkelen van de gastvrijheidsstandaarden bij De Librije, waar zij verantwoordelijk is voor de beleving van de gasten. 

## Andere activiteiten
Buiten haar werk in het restaurant heeft Boer haar expertise gedeeld door het geven van workshops en het deelnemen aan culinaire evenementen. 
Boer is ook bekend om haar bijdrage aan de opleiding en mentoring van jonge talenten in de horeca. Ze heeft een actieve rol in het begeleiden van opkomende sommeliers en gastvrouwen.

## Privéleven
Boer was getrouwd met Jonnie Boer, met wie zij in 2000 een zoon en in 2003 een dochter kreeg. Haar man Jonnie Boer overleed op 23 april 2025 aan een longembolie. Thérèse Boer is de tweelingzus van chef-kok Ronald Tausch. Het gezin woonde in Zwolle, waar zij hun zakelijke en persoonlijke leven combineerden.